# 425442 Eberstadt
425442 Eberstadt è un asteroide della fascia principale. Scoperto nel 2010, presenta un'orbita caratterizzata da un semiasse maggiore pari a 3,0211102 UA e da un'eccentricità di 0,2305949, inclinata di 8,13141° rispetto all'eclittica.